# Maria Accascina
Maria Accascina (Napoli, 28 agosto 1898 – Palermo, 31 agosto 1979) è stata una storica dell'arte italiana.

## Biografia e opere
Nata a Napoli nel 1898 da una famiglia originaria di Mezzojuso (Palermo), ben presto si stabilì a Palermo dove si laureò in Lettere.  Subito dopo la laurea iniziò ad insegnare storia dell'arte nel liceo Umberto I di Palermo.
Nel 1928 ebbe l'incarico di ordinare la sezione medievale e moderna del Museo Nazionale di Palermo dopo  aver conseguito il diploma alla Scuola di Perfezionamento in Storia dell'Arte Medievale e Moderna dell'Università di Roma, dove fu allieva dello storico dell’arte Adolfo Venturi. Tale incarico le offrì l'occasione di pubblicare vari scritti di museologia nel Bollettino d'Arte del Ministero della Pubblica Istruzione. Con i suoi testi e con l'organizzazione di due mostre sull'arte sacra a Petralia Sottana (1937) e a Naro (1938) riportò alla luce varie opere d'arte di autori siciliani sino ad allora sconosciute, collaborando anche come critico d'arte con il Giornale di Sicilia sino al 1941 e denunciando il degrado in cui versava il patrimonio artistico dell'Isola.  Nel 1939 pubblicò un volume sull'Ottocento siciliano. Pittura.
Insegnò Storia dell'arte medievale e moderna nelle università di Roma, Cagliari e Messina. In quest’ultima città ottenne anche la direzione del Museo Nazionale.
Nel 1951 collaborò alla Mostra di opere d'arte Bizantine al Palazzo Reale di Palermo e nel 1952 partecipò al I Congrès international d'histore du costume a Venezia.  Nel 1953 organizzò a Roma la Mostra d'arte nella vita del Mezzogiorno d'Italia. Nel 1958 realizzò a Messina una Mostra di opere d'arte inedite mentre del 1964 è la sua opera Profilo dell'architettura a Messina dal 1600 al 1800.
Nel 1969 tenne negli Stati Uniti d'America un ciclo di conferenze sulla civiltà artistica siciliana e nel 1974 pubblicò da vera pioniera nell'ambito dello studio delle arti decorative l’opera Oreficeria di Sicilia dal XII al XIX secolo mentre del 1976 è I marchi dell'oreficeria e argenteria di Sicilia.
Morì a Palermo nel 1979. A lei è intitolato l'Osservatorio per le arti decorative in Italia (OADI) e il Museo regionale di Messina.